# Rhamphocephalus
Rhamphocephalus ("cabeza de pico") es un género extinto de reptil fósil del Jurásico Medio (etapa batoniense) del Gran Grupo Oolite de Gloucestershire, Inglaterra. El nombre se erigió como un género de pterosaurio y se convirtió en un 'taxón cajón de sastre' para los restos de pterosaurios del Jurásico británico hasta una revisión reciente. Rhamphocephalus comprende varias especies nombradas, dos de las cuales son pterosaurios, pero la especie tipo, R. prestwichi, se basa en restos ahora identificados como talatosuquios. Debido a que está mal conservado y carece de características que lo distingan de otros talatosuquios, R. prestwichi se considera una especie inválida y el género Rhamphocephalus es un nomen dubium. Las revaluaciones de otras especies de Rhamphocephalus sugieren que tampoco son diagnósticos a nivel de especie, aunque tienen propiedades que permiten la referencia a algunos grupos de pterosaurios del Jurásico.

## Taxonomía
La especie tipo, R. prestwichi, se conoce a partir del fragmento de la parte superior del cráneo OUM J.28266, encontrado en Kineton Thorns Quarry, Stow-On-Wold, Gloucestershire. Seeley (1880) señaló que los huesos del cráneo de Rhamphocephalus están dispuestos más como los de un crocodiliforme que como los de un pterosaurio. Aunque autores anteriores lo asignaron a Pterosauria, en su revisión de los restos de pterosaurios del grupo Great Oolite, O'Sullivan y Martill (2018) demostraron que Rhamphocephalus pertenece a Thalattosuchia en lugar de Pterosauria debido a las diferencias con los pterosaurios en la disposición de los huesos del cráneo. También argumentaron que el espécimen carecía de buenos autapomorfos y que el género era un nomen dubium.

### Especies mal asignadas
Pterodactylus bucklandii von Meyer, 1832 y Rhamphorhynchus depressirostris Huxley, 1859, ambos basados en material mandibular, fueron previamente asignados a Rhamphocephalus, junto con las especies nominales Pterodactylus aclandi, P. duncani y P. kiddi, que son a partir de restos de falanges. Sin embargo, la reclasificación en talatosuquia de Rhamphocephalus hizo que esta referencia fuera insostenible, aunque bucklandii y depressirostris eran claramente pterosaurios, y P. bucklandii se asignó a un Rhamphorhychinae indeterminado, mientras que Rhamphorhynchus depressirostris se asignó a ? Scaphognathinae indeterminado.